# La Pesse
La Pesse ist eine Gemeinde im französischen Département Jura in der Region Bourgogne-Franche-Comté.

## Geographie
La Pesse liegt auf 1160 m und gehört damit zu den höchstgelegenen Gemeinden des Juras, etwa elf Kilometer südlich der Stadt Saint-Claude (Luftlinie). Das Bauerndorf erstreckt sich im Hochjura, in einer Mulde auf dem Plateau der Hautes-Combes nördlich des Crêt de Chalam im Quellgebiet der Semine.
Die Fläche des 24,26 km² großen Gemeindegebiets umfasst einen Abschnitt des französischen Juras. Das Gebiet liegt fast ausschließlich auf der Hochfläche der Hautes-Combes (im Mittel auf 1200 m). Die Landschaft ist gewellt und zeigt Geländestrukturen wie Höhenrücken und Mulden, die gemäß der Streichrichtung des Faltenjuras in diesem Gebiet in Südwest-Nordost-Richtung orientiert sind. Die Muldenlagen weisen keinen oberirdischen Abfluss auf, da das Niederschlagswasser im porösen kalkhaltigen Untergrund versickert. An Stellen, die durch Tonminerale abgedichtet sind, befinden sich Moorflächen und kleine Moorweiher. Einziges oberirdisches Fließgewässer ist die Semine, die bei La Pesse entspringt und dann nach Südwesten in eine Talfurche fließt.
Nach Westen reicht der Gemeindeboden bis an die Oberkante des tief eingeschnittenen Tals des Tacon (Les Couloirs, 1240 m). Im Osten erstreckt sich das Gemeindeareal über eine Reihe von parallel verlaufenden und allmählich an Höhe zunehmenden Geländerippen bis auf den Kamm, der vom Crêt de Chalam nach Nordosten ausläuft und die Abgrenzung zum Tal der Valserine bildet. Auf dem Crêt au Merle wird mit 1440 m die höchste Erhebung von La Pesse erreicht. Die Hochfläche der Hautes-Combes zeigt ein lockeres Gefüge von Weideland und Wald. Das Gemeindegebiet ist Teil des Regionalen Naturparks Haut-Jura (frz.: Parc naturel régional du Haut-Jura).
Zu La Pesse gehören neben dem eigentlichen Ort auch verschiedene Weiler und Hofgruppen, darunter:
- L’Embossieux (1170 m) auf dem Plateau der Hautes-Combes
- L’Embouteilleux (1120 m) in einer Senke auf den Hautes-Combes

Nachbargemeinden von La Pesse sind Coiserette und Les Moussières im Norden, Bellecombe und Chézery-Forens im Osten, Champfromier und Belleydoux im Süden sowie Les Bouchoux im Westen.

## Geschichte
Der Ortsname Pesse ist vom altfranzösischen Wort pesse in der Bedeutung von Rottanne (Picea abies) abgeleitet und wird noch heute im Patois verwendet. Zusammen mit der Franche-Comté gelangte das Dorf mit dem Frieden von Nimwegen 1678 an Frankreich. Erst 1832 wurde der Ort von Les Bouchoux abgetrennt und zu einer selbständigen Gemeinde erhoben, die damals noch den Namen Hautes-Molunes trug. 1907 wurde die Gemeinde in La Pesse umbenannt.

## Sehenswürdigkeiten

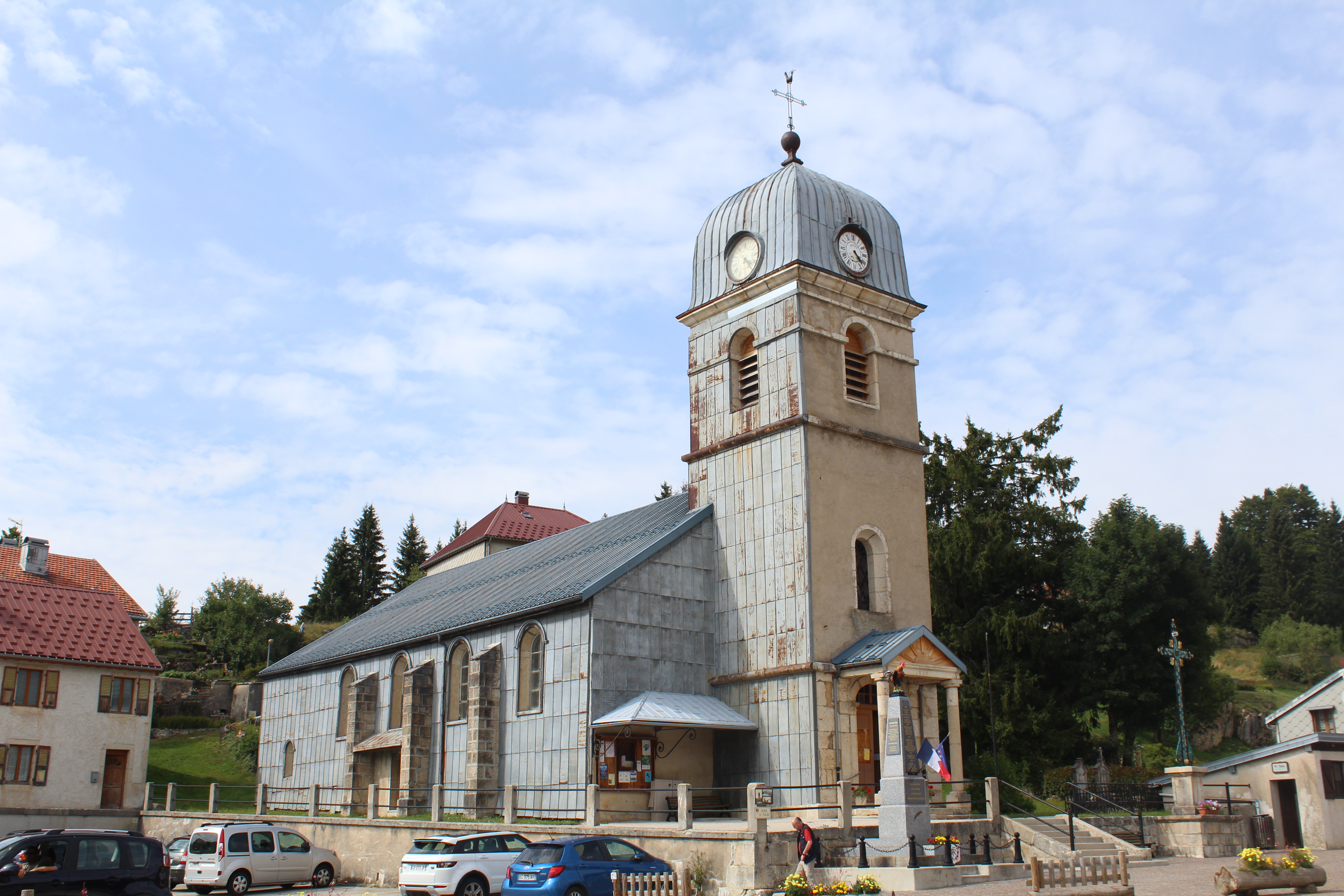
Kirche Saint-Oyant

Die Dorfkirche Saint-Üyant in La Pesse wurde im 19. Jahrhundert erbaut. Im Heimatmuseum wird das Leben und die handwerkliche Tätigkeit auf den Hautes-Combes gezeigt.

## Bevölkerung
| Jahr                       | 1962 | 1968 | 1975 | 1982 | 1990 | 1999 | 2007 | 2017 |
| Einwohner                  | 324  | 275  | 210  | 232  | 245  | 263  | 334  | 343  |
| Quellen: Cassini und INSEE |      |      |      |      |      |      |      |      |

Mit 332 Einwohnern (Stand 1. Januar 2022) gehört La Pesse zu den kleinen Gemeinden des Départements Jura. Nachdem die Einwohnerzahl in der ersten Hälfte des 20. Jahrhunderts markant abgenommen hatte (1886 wurden noch 840 Personen gezählt), wurde seit Mitte der 1970er Jahre wieder eine deutliche Bevölkerungszunahme verzeichnet.

## Wirtschaft und Infrastruktur
La Pesse war bis weit ins 20. Jahrhundert hinein ein vorwiegend durch die Landwirtschaft, insbesondere Viehzucht und Milchwirtschaft, sowie durch die Forstwirtschaft geprägtes Dorf. Daneben gibt es heute einige Betriebe des lokalen Kleingewerbes. Viele Erwerbstätige sind auch Wegpendler, die in den größeren Ortschaften der Umgebung ihrer Arbeit nachgehen.
Als Erholungsort in einem beliebten Ausflugsgebiet im Hochjura profitiert La Pesse heute auch vom Tourismus, insbesondere vom Wintertourismus, wenn auf dem Plateau der Hautes-Combes Skilanglauf betrieben werden kann. An einem Hang bei L’Embossieux ist im Winter ein Skilift in Betrieb.
Die Ortschaft liegt abseits der größeren Durchgangsstraßen an einer Departementsstraße, die von Septmoncel nach Belleydoux führt. Weitere Straßenverbindungen bestehen mit Les Bouchoux und Champfromier.

## Persönlichkeiten
- Jean Mermet (* 1932), Skilangläufer